# Philia
Philia (altgriechisch φιλία philía) ist in der antiken griechischen Literatur und Philosophie eine Art der Liebe, bei der die freundschaftliche Beziehung zwischen den Liebenden im Vordergrund steht (gegenseitige Freundesliebe). Sie wird unterschieden von der erotischen Liebe (Eros), deren Hauptmerkmal das heftige Begehren des Liebenden ist, und Agape, einer von Wohlwollen geprägten Liebe, die insbesondere von christlichen Autoren betont wird und nicht notwendigerweise das Bestehen einer Freundschaft voraussetzt oder darauf abzielt.
Philia wird schon von den Vorsokratikern behandelt. Eingehende Untersuchungen sind von Platon im Lysis und von Aristoteles überliefert. Aristoteles behandelt sie im achten und neunten Buch der Nikomachischen Ethik. Hiernach gibt es drei Formen der Philia:
- Philia basierend auf beiderseitigem Interesse (konditionelle Interessenliebe). Dabei ist Philia abhängig von der Reaktion des/der Geliebten: Progressiv – wenn du gibst, bekommst du zurück; sie kann aber auch regressiv sein, weil sie sich immer weiter abbaut, wenn die Reaktionen des Partners abnehmen. Sie hängt also immer von dem ab, was zurückkommt.
Beispiele:
  - Ich liebe dich, wenn wir miteinander schlafen …;
  - Ich liebe dich, wenn du mich heiratest …;
  - Ich liebe dich, weil du so schön bist …;
  - Ich liebe dich, weil du mich versorgst …;
  - Ich liebe dich, solange du mir treu bist …
- Philia basierend auf beiderseitigem Vergnügen (Liebe ist, wenn es gefällt).
- Philia basierend auf beiderseitiger Anerkennung (eigentliche Liebe):
Aristoteles schreibt, dass dieser Typ die beiden anderen inkludiert und jedenfalls die nobelste Art der Philia ist.